# Georges Wormser
Pour les articles homonymes, voir Wormser.
Georges Wormser, né le 14 janvier 1888 à Paris où il est mort le 16 février 1978, au 30  rue Spontini est un professeur de lettres, homme politique, banquier et historien français qui fut chef de cabinet de Georges Clemenceau et auteur d'une biographie de celui-ci Marié à Lucie Beleys , ils eurents quatre  enfants : Nadine André ,Jean louis ,Marcel .

## Biographie
Georges Marcel Wormser, né à Paris le 14 janvier 1888 dans une famille juive alsacienne (son oncle Gaston est secrétaire du baron Edmond de Rothschild) et mort dans la nuit du 16 au 17 février 1978, est ancien élève de l'École normale supérieure et agrégé de lettres,. Il enseigne à Aurillac, Saint-Étienne et à Rennes. Il est mobilisé en 1914, officier, il est deux fois blessé au front durant la Première Guerre mondiale. On peut lire dans son dossier : « A vigoureusement entraîné sa compagnie au feu dans des circonstances particulièrement difficiles. Gravement atteint de plusieurs blessures ».
Il est membre du cabinet de Georges Clemenceau quand ce dernier est pour la seconde fois président du Conseil en novembre 1917. Puis, il est devenu son chef de cabinet, le 7 novembre 1919, en remplacement de Georges Mandel quand ce dernier choisit de se présenter à la députation. Il est aussi secrétaire de la délégation française lors des négociations du traité de Versailles.
À la mort de Clemenceau étant l’un de ses plus proches collaborateurs, il est son exécuteur testamentaire et il a toujours défendu sa mémoire. Il fonde la société des amis de Georges Clemenceau dont il devient le président. 
Il est chef de cabinet de Georges Mandel quand il est ministre des PTT de novembre 1934 à juin 1936.
Le général Mordacq écrit de lui dans le Ministère Clemenceau (T4) : « Quand le Président m'annonça son intention de prendre M. Wormser pour chef de cabinet, en remplacement de M. Mandel, et me demanda mon avis, je lui répondis aussitôt qu'il ne pouvait trouver mieux. C'était là ma conviction absolue. Ancien normalien, M. Wormser, au cours de la guerre, avait gagné ses galons d'officier au feu et avait fait plus que son devoir : il s'était conduit d'une façon particulièrement brillante. Son frère cadet, lui aussi, avait conquis ses grades de la même manière, mais un jour vint où, chargeant vaillamment à la tête de sa section, il tomba et ne se releva plus. J'avais eu M. Wormser au cabinet militaire en 1918. J'avais pu apprécier sa grande intelligence, son tact, ses sentiments élevés et, surtout, sa parfaite loyauté. Il n'était pas de ceux qui trahissent. Je pouvais répondre de lui à tous points de vue. Je fus donc des plus heureux de voir que M. Clemenceau avait fixé son choix sur lui. »
En 1936, il fonde la Banque d'Escompte qui deviendra plus tard la Banque Wormser Frères.
En 1961, il publie son ouvrage le plus célèbre La République de Clemenceau pour lequel il reçoit les félicitations du général de Gaulle : « Il n'est pas de meilleur moyen de servir sa mémoire que de faire connaître sa vie, son action, sa passion… »
Il est président du Consistoire de Paris de 1949 à 1953 dont il souligne l'importance en déclarant : 
« Tout juif a, a eu, ou aura des relations avec le Consistoire. » Il a aussi été membre du comité central de l'Alliance israélite universelle où il exprime son opposition au plan de partage de la Palestine. Un peu plus tard, en 1952, lors de la création du mémorial du martyr juif inconnu, il s'oppose à ce projet, car, dit-il, « il est inadmissible de faire de la ségrégation raciale. Ce serait une grave erreur vis-à-vis des autres déportés qui ont été si nombreux. »
Mais, en 1963 sa pensée évolue quand il publie Français, Israélites dont le sous-titre est Une doctrine, une tradition, une époque et qu'il souligne que cette conception du judaïsme datant de 1789 appartient au passé.
Il est inhumé au cimetière du Père-Lachaise (7edivision), à Paris.

### Vie privée
Marié à Lucie Beleys, il a quatre enfants. Nadine , André Jean louis, marcel .

## Publications
- Les Problèmes actuels de l'enseignement secondaire en Allemagne, Revue internationale de l'enseignement, tome 63, Champion, 1912 article disponible sur Persée.
- Les Auteurs latins du programme, Delagrave, 1914.
- La République de Clemenceau, Presses universitaires de France, 1961.
- Français israélites : Une doctrine, une tradition, une époque, Éditions de Minuit, 1963.
- Les Sondages de l'Allemagne en 1915 et 1916 en vue d'une paix séparée avec la France, Éditions Sirey, 1963.
- Gambetta dans les tempêtes, Éditions Sirey, 1964.
- Georges Mandel : l'homme politique, Paris, Plon, 1967, 314 p.
- Le Septennat de Poincaré, Fayard, 1977.
- Clemenceau vu de près, Hachette Littérature, 1979.
- Souvenirs d'un réescompteur, Sillage, 2009. Cet ouvrage a été terminé le 31 janvier 1973[5].

## Distinctions
- Officier de la Légion d'honneur
- Croix de guerre 1914–1918